# Conops ornatus
Conops ornatus är en tvåvingeart som beskrevs av Samuel Wendell Williston  1892. Conops ornatus ingår i släktet Conops och familjen stekelflugor. Inga underarter finns listade i Catalogue of Life.